# تياغو أوليفيرا
تياغو أوليفيرا (بالبرتغالية: Thiago Oliveira dos Santos‏) هو لاعب كرة قدم برازيلي، ولد في 26 مايو 1981 في البرازيل. لعب مع جمعية بورتوغيزا الرياضية ونادي أفاي لكرة القدم ونادي ساو باولو.